# Sarascelis
Genre
Synonymes
- Sceliraptor Zonstein & Marusik, 2022

Sarascelis est un genre d'araignées aranéomorphes de la famille des Palpimanidae.

## Distribution
Les espèces de ce genre se rencontrent en Afrique subsaharienne sauf Sarascelis namratae d'Inde.

## Liste des espèces
Selon World Spider Catalog (version 25.5, 25/01/2025) :
- Sarascelis chaperi Simon, 1887
- Sarascelis jaegeri (Zonstein & Marusik, 2022)
- Sarascelis junquai Jézéquel, 1964
- Sarascelis kilimandjari (Berland, 1920)
- Sarascelis lamtoensis Jézéquel, 1964
- Sarascelis luteipes Simon, 1887
- Sarascelis murphyorum (Zonstein & Marusik, 2022)
- Sarascelis namratae (Pillai, 2006)
- Sarascelis rebiereae Jézéquel, 1964

## Systématique et taxinomie
Ce genre a été décrit par Simon en 1887.
Sceliraptor a été placé en synonymie par Wood, Kulkarni, Ramírez et Scharff en 2024.

## Publication originale
- Simon, 1887 : « Études arachnologiques. 19e Mémoire. XXVII. Arachnides recueillis à Assinie (Afrique occidentale) par MM. Chaper et Alluaud. » Annales de la Société Entomologique de France, sér. 6, vol. 7, p. 261-276 (texte intégral).